# Kirche in Eltze

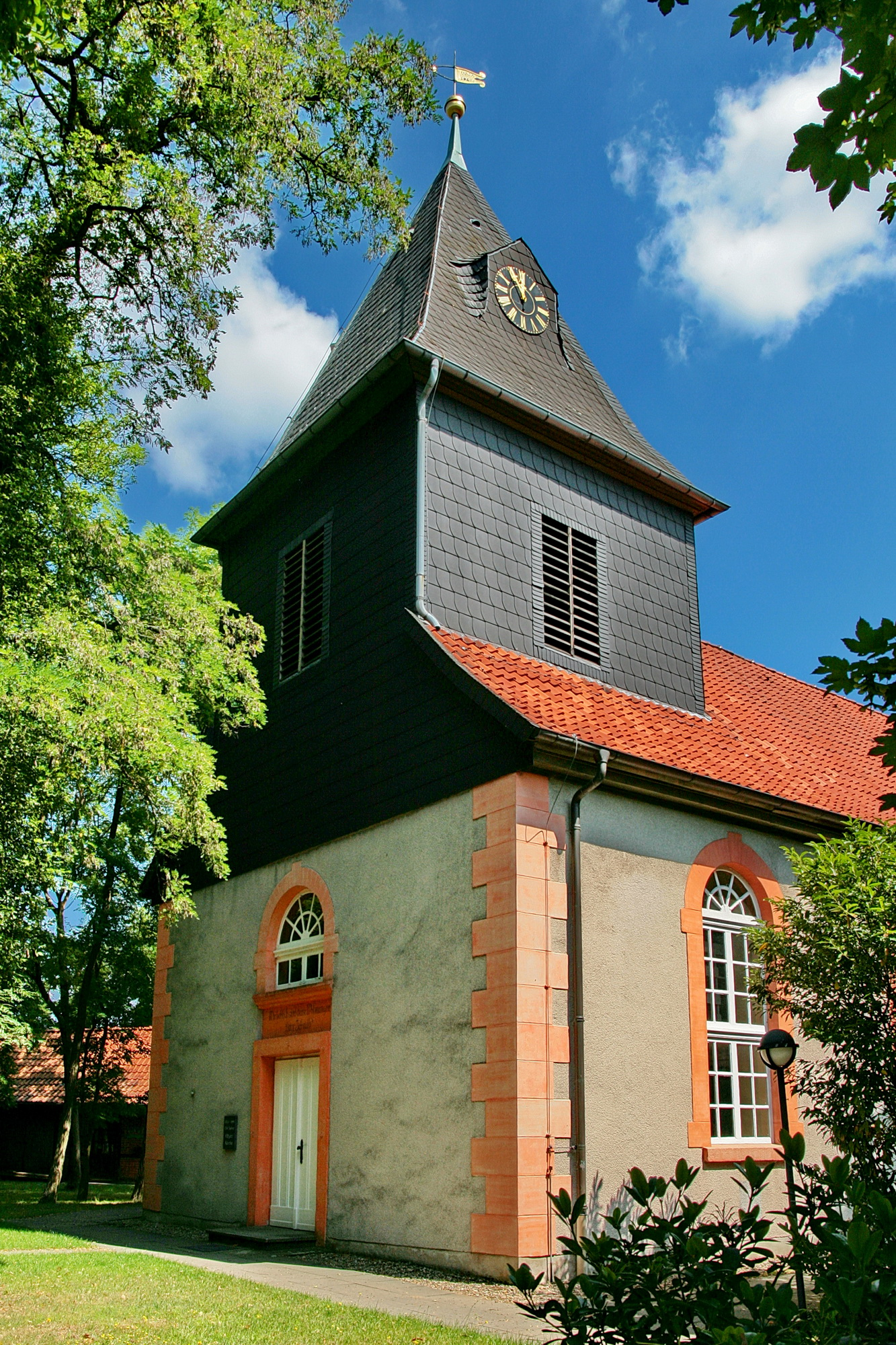
Dorfkirche Eltze

Die Kirche in Eltze ist eine in den Jahren 1748/49 gebaute Kirche in der Ortschaft Eltze in der niedersächsischen Gemeinde Uetze. Sie ist die Kirche der evangelisch-lutherischen Kirchengemeinde Eltze, die die Dörfer Eltze und Ohof, heute Teil der Gemeinde Meinersen, umfasst.

## Geschichte
Seit 1311 ist ein Pastor in Eltze nachweisbar, so ist auch eine Kirche aus dieser Zeit anzunehmen.
In den 1740er Jahren war die damals vorhandene Kirche baufällig, 1743 wurde der Turm abgetragen, der Neubau an alter Stelle wurde 1746 beschlossen. Die Grundsteinlegung erfolgte 1748. Am 10. Februar 1749 wurde die neue Kirche geweiht.
1838 erfolgte ein Umbau: Die Eingangstür an der Westseite erhielt eine Sandsteinfassung, auch wurden die vorhandenen Fenster mit Rundbögen erweitert.
1914 wurde zur Errichtung einer neuen Orgel im Osten der Kirche ein schmalerer Anbau errichtet, der Sakristei und Orgelkammer enthält.

## Gebäude
Das rechteckige Gebäude ist ca. 22 m mal 9,60 m groß und aus Bruchsteinen errichtet. Die Außenwände sind verputzt, Gesimse und Ecken mit aufgeputzten Quadern abgesetzt.
Der Anbau ist mit Ziegeln gemauert, auch er ist verputzt.
Die Kirche hat ein ostseitig abgewalmtes Satteldach, ebenfalls der östliche Anbau. Im Westen befindet sich ein Dachreiter mit einer Glockenstube mit Schallöffnungen. Der Dachreiter hat einen spitzen Pyramidenhelm mit einer Uhrgaube.
Der Zugang zur Kirche ist im Westen des Gebäudes, nördlich und südlich befanden sich weitere Türen, von denen heute nur noch die Nordtür erhalten ist, die einen Windfang erhalten hat.
Das Innere hat eine muldenförmige verputzte Schaldecke. Im Westen und an Nord- und Südseite ist einen umlaufende Holzempore in U-Form.
An der Ostseite steht ein Kanzelaltar mit einer Holzempore, auf der auch der Spieltisch der Orgel steht. Unter der Empore ist eine Scherwand mit zwei rundbogigen Türen.
Im Altarraum sind links und rechts Priechen. Eine darüberliegende Empore an der Nordseite, die einen eigenen Zugang hatte, ist 1959 entfernt worden.
Das Gestühl ist bei einer Renovierung im Jahr 1959 erneuert worden, die farbige Ausmalung der Holzteile wurde nach alten Farbfunden 1982 vorgenommen.
Im Altarraum befinden sich zwei Buntglasfenster des Hannoverschen Glasmalers Heinz Mühlenbein: Kreuzigung (1934) und Auferstehung (1954).

## Orgel
Die Orgel aus dem Jahr 1914, opus 806 der Firma Furtwängler und Hammer aus Hannover, wurde im Jahr 1995 renoviert. Dabei wurde die romantische Stimmung erhalten.
Sie hat acht Register im ersten und sechs Register im zweiten Manual, dazu drei Register und eine Transmission im Pedal. Sie hat eine pneumatische Traktur. Alle tönenden Pfeifen sind im Anbau hinter den Schallklappen aufgestellt, im Prospekt sind nur Zierpfeifen zu sehen.

## Glocken
Eine Glocke aus dem Jahr 1687 wurde von Johann Philip Kohler aus Celle gegossen. Die zweite Glocke wurde als Ersatz für die 1942 abgegebene Glocke 1949 durch den Glockengießer Friedrich Wilhelm Schilling in Heidelberg gegossen. Am Dachreiter befindet sich eine Uhrschlagglocke von 1764, gegossen von J. Meyer aus Celle.